# Giuseppe Donati
Giuseppe Donati (Budrio, 2 de desembre de 1836 - Milà, 14 de febrer de 1925) va ser un fabricant d'instruments musicals italià que va inventar l'ocarina, un instrument de vent de ceràmica basat en el principi d'un ressonador de Helmholtz.
Nascut al municipi de Budrio, diu la llegenda que va crear la seva primera «oca petita» ('ocarina', en dialecte italià) l'any 1853, als 17 anys, mentre encara treballava com a fabricant de maons. El seu primer taller d'elaboració d'ocarines va ser a la seva ciutat natal i, quan es va traslladar a un local més gran a Bolonya el 1878, un company músic del Gruppo Ocarinistico, Cesare Vicinelli, va continuar el taller de Budrio.